# Alkoholický nápoj

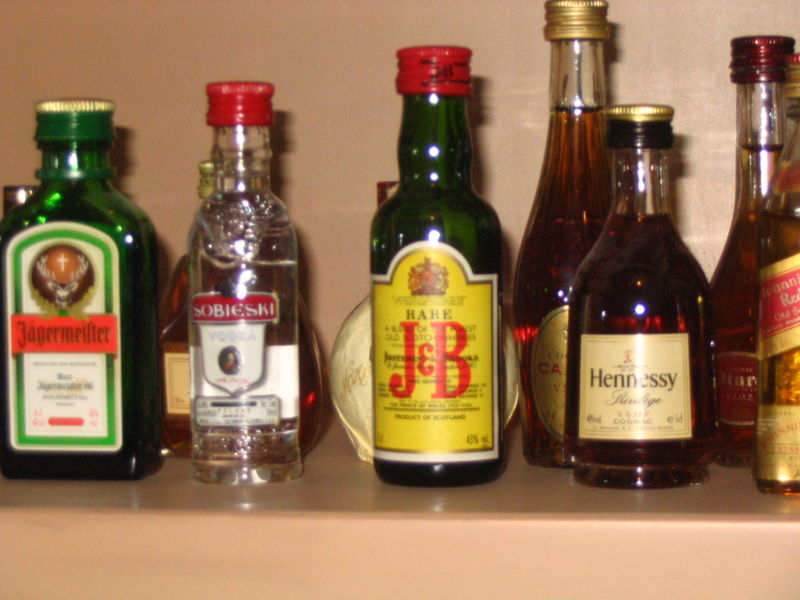
Různé alkoholické nápoje

Alkoholické nápoje jsou nápoje obsahující alkohol etanol. Legislativně je alkoholický nápoj definován jako „nápoj obsahující více než 0,5 % objemových ethanolu“. Jejich požití způsobuje opilost: v menších dávkách (v závislosti na metabolismu jedince) uvolnění a euforické stavy, nebo pocity napětí, ve větších dávkách útlum, nevolnost až otravu alkoholem.
Alkohol ethanol je omamná látka, obsažená v některých nápojích. Savci jsou schopni díky enzymu ADH4 trávit alkohol již milióny let. Metabolizuje na acetaldehyd. Užíval se při rituálech či oslavách jako například mešní víno. U člověka způsobuje změny ve vnímání a chování. Alkohol je návykový (tělo si na něj zvykne a vyžaduje ho víc a víc), proto se řadí mezi drogy. V přírodě vzniká kvašením, při kterém kvasinky mění cukr na oxid uhličitý a alkohol. Začne-li se kazit jablečný mošt, dělají se v něm bublinky. Mošt kvasí a přestane být sladký (cukr se přeměnil), je nakysle trpký – „navinulý“. Podobným způsobem se vyrábí jablečné víno nebo víno z vinných hroznů, které daly nápoji jméno. Víno běžně obsahuje 10 až 15 % alkoholu, pivo přibližně polovinu, vyšších koncentrací již přirozenou fermentací nelze dosáhnout, takzvané pálenky se vyrábí destilací. Po konzumaci alkoholických nápojů nesmí lidé v mnoha zemích řídit dopravní prostředky, protože by mohli být nebezpeční sobě i druhým. Člověku, který alkohol nikdy nepije, se říká abstinent.

## Vliv konzumace alkoholických nápojů

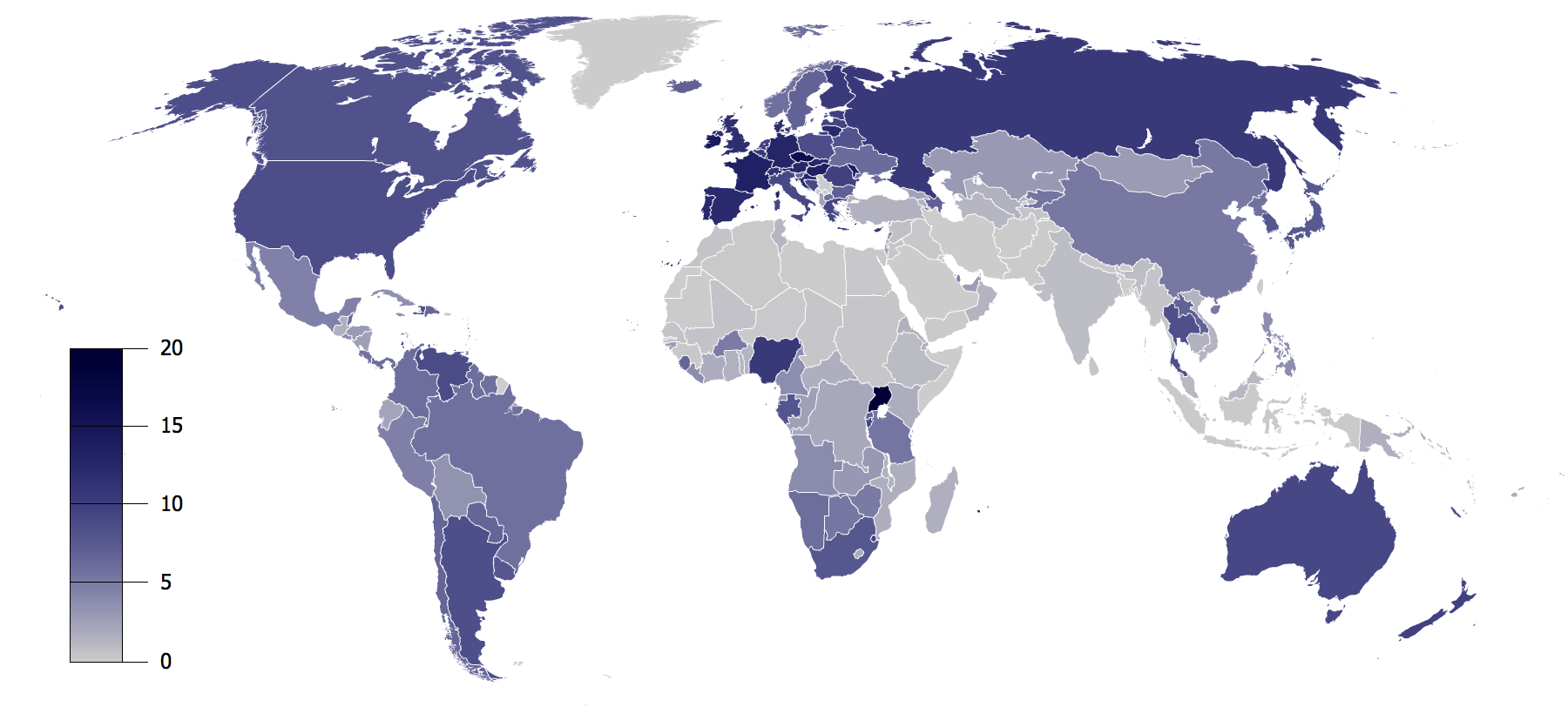
Spotřeba alkoholu na osobu v litrech čistého alkoholu v roce 2008

Soustavným požíváním alkoholických nápojů v nadměrné míře se může vyvinout (jak duševní tak i tělesné) onemocnění – alkoholismus. Ohledně přiměřené dávky alkoholu se studie rozcházejí. Půjde však pravděpodobně o vliv systematické chyby studií, kdy do skupiny abstinentů například spadají lidé, kteří nepijí ze zdravotních důvodů. Vliv na interpretaci studií také může mít, že skupina slabých konzumentů alkoholu má zdravější zdravotní styl, takže se jen zdá, že mírná konzumace alkoholických nápojů prospívá zdraví. Některé alkoholické nápoje (např. víno) mohou částečně organismu prospět (jistými ovocnými látkami jako jsou flavonoidy), ale podle výzkumu Cincinnatské univerzity vlastní alkohol zdraví škodí i v této míře bez ohledu na typ nápoje. Od malých dávek způsobuje i například karcinom prsu – dvě alkoholové jednotky (půl litru piva s 4 % alkoholu) za den zvyšují riziko této rakoviny o 24 %. Malé dávky zvyšují riziko i dalších typů rakovin. Alkohol způsobuje přibližně 6 % rakovin a nepomáhá proti kardiovaskulárním onemocněním. Mezinárodní agentura pro výzkum rakoviny alkoholické nápoje klasifikuje jako prokázané karcinogeny skupiny 1 (kde je například i tabákový kouř či radioaktivita). Alkohol způsobuje mutace DNA. Způsobuje i stárnutí. Za efektivní způsob snížení rizika rakoviny se považuje snížení konzumace alkoholických nápojů. Proto se v jistých zemích přistupuje k varovným označování lahví podobných varováním na krabičkách cigaret. Dalším negativním důsledkem požívání alkoholu je i zubní kaz. Může také snižovat plodnost či šanci na početí. I mírná konzumace alkoholu má vliv na mozek. Zhoršuje i spánek.
Na základě výzkumu britského výboru ISCD (Nezávislý vědecký výbor pro drogy) je alkohol nejnebezpečnější drogou jak pro jeho uživatele, tak pro jejich okolí. Alkohol způsobuje řadu onemocnění, od kardiovaskulárních a neurologických poruch až po degeneraci jater. Nepřímo způsobuje dopravní nehody, zvyšuje promiskuitní aktivity a tím i pravděpodobnost, že se lidé nakazí řadou přenosných nemocí, způsobuje i obrovské výdaje v ekonomice národa, protože se platí za léčbu pro ty, kteří trpí problémy souvisejícími s alkoholem.
Podle Světové zdravotnické organizace užívání alkoholu stálo život 3 miliony lidí v roce 2016. Více než tři čtvrtiny těchto úmrtí se týkaly mužů. 28 % úmrtí způsobila zranění (nehody, násilí, apod.), 21 % zažívací potíže, 19 % kardiovaskulární nemoci a zbytek infekční choroby, rakoviny, mentální a ostatní onemocnění. Roku 2020 alkohol způsobil 740 tisíc případů rakoviny.
V České republice podle vládních odhadů z roku 2019 alkohol pije denně přibližně 600 tisíc lidí. Vliv na zdraví má také, jak nárazově se alkohol pije. Pití alkoholu se finančně českému státu nevyplatí, protože náklady spojené s dopady pití alkoholu několikanásobně převáží vybrané daně.

Mapa alkoholových limitů v Evropě

Konzumace pouhého půllitru piva významně ovlivňuje řidičské schopnosti. Přesto má většina států nenulový limit. Trendem ale je limity alkoholu snižovat, protože se tím snižují následky nehod.
Uhlíková stopa průmyslu na alkoholické nápoje se odhaduje ročně na emise 1,5 Gt oxidu uhličitého, což je podobně jako emise z produkce cementu, tady zhruba 4 % světových emisí.

## Příklady alkoholických nápojů
- pivo
  - spontánně kvašená piva

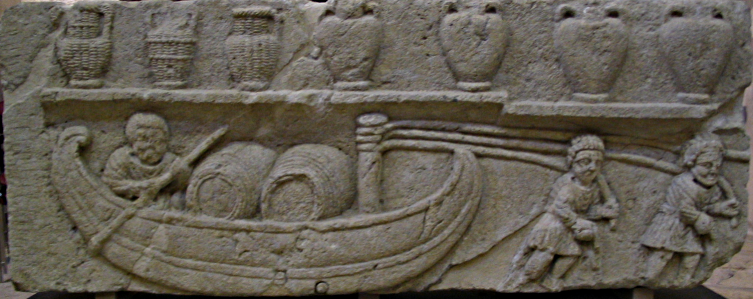
Víno patřilo od nepaměti k velice oblíbeným alkoholickým nápojům na mnoha místech planety

  - svrchně kvašená piva (pšeničné pivo, ale)
  - spodně kvašená piva (ležáky)
  - s pivem míchané nápoje
- medovina
- víno
  - šumivé víno – sekt
    - šampaňské víno

  - červené víno
  - bílé víno
  - růžové víno
  - perlivé víno
- vinné míchané nápoje
- ovocná vína
- koňaky
- brandy
- burčák
- sake
- lihoviny
  - destiláty
    - vodka, brandy (koňak, Metaxa), gin, rum, whisky, absint, slivovice, ořechovka, tequila, arak, pastis, rakije

  - likéry
    - Becherovka, Praděd, griotka, Chartreuse, fernet, zelená, vaječný koňak
- koktejly – nápoje smíchané z několika různých alkoholických i nealkoholických nápojů
  - Piña Colada, Big Apple, Swiming Pool, Tequila Sunrise, červené víno s kolou, Sex on the beach

## Alkoholické nápoje podle příležitosti
- aperitiv – aperitiv se popíjí před začátkem konzumace jídla
  - aperitivy lehké
  - aperitivy sladké
- digestiv – digestiv napomáhá trávení a popíjí se po konzumaci jídla